# 三淵藤英
三淵 藤英（みつぶち ふじひで）は、戦国時代の武将、室町幕府末期の幕臣（奉公衆）。三淵晴員の子。異母弟に細川藤孝。初名は藤之、のち藤英。「藤」の字は将軍・足利義藤（後の義輝）より偏諱を賜ったもの。

## 生涯
藤英の母（養源院）は藤孝の母（智慶院）と異なるとされているが、『言継卿記』永禄11年11月24日条に三淵大和守（藤英）の母が徳大寺公維の邸宅に滞在しているとする記述があり、藤英の母が徳大寺家の関係者であった可能性がある（ただし、藤孝の母も公維とは遠縁にあたるため、藤孝の母の可能性もある）。
『鹿苑日録』天文9年8月10日条に、清光院の使者として三淵弥四郎が鹿苑院の汝雪法叔の元を訪ねてきたとあり、これが記録上の藤英の初出である。なお、清光院は三淵晴員の姉で、足利義晴の養育係を務めていたことで知られている。
その後、弘治4年（1558年）、朝廷が当時近江国にいた将軍足利義輝に相談もなく「永禄」と改元したことで問題となっているが、5月になって勅使である万里小路惟房が同国坂本にいた義輝の元に出向いて改元の事後報告を行っているが、その取次を行った三淵弾左衛門尉が藤英である。これは『多聞院日記』永禄9年8月24日条に引用された同月20日付の龍雲院祐尊と三淵弾左衛門尉藤英の連署書状から比定可能である。ただし、弾左衛門尉を名乗った時期については不明である。また、永禄5年（1562年）9月2日付で大徳寺に出された禁制にある「弾左衛門尉藤之」の署名から、永禄初期には藤之と称しており、永禄5年から9年の間に藤英に改名したと推測できる。また、当時の公家日記などから伊賀入道（晴員）と共に義輝の御部屋衆であったことも確認できる。ところが、大徳寺禁制に藤英と共に連署した伊勢貞孝・柳本秀俊・薬師寺弼長はこの禁制が出される直前に三好長慶討伐を名目に挙兵を行って、禁制が出された10日後に貞孝は戦死している。このため、藤英も伊勢貞孝の挙兵に関与していたとする推測があり、実際にそれからしばらくの間記録から姿を消すことになる。ただし、伊勢貞孝の挙兵については、足利義輝黒幕説が出される一方で、挙兵の直前に貞孝の不正が義輝に告発されていたとする指摘もされており、その真相が不明であるため、当時の藤英がどのような立場で義輝・貞孝と関わっていたかは不明である。
永禄8年（1565年）に第13代将軍・足利義輝が永禄の変で三好三人衆らに殺害されると、藤英は表舞台に復帰して弟の藤孝と共に義輝の弟で一乗院門跡・覚慶（足利義昭）を、監禁されていた興福寺から一色藤長、和田惟政、仁木義政、米田求政らと共に救出し、擁立して近江国矢島にて還俗させる。そして越前国の朝倉義景を頼り、ついで織田信長を頼った。美濃滞在時の義昭近臣として藤英の名前が弟の藤孝や息子の秋豪と共に登場している。また、この間にも義昭復帰に向けた独自の軍事行動を行っており、永禄10年（1567年）には、足利義栄派の三好久介と山城国炭山で戦って敗退している。
義昭が織田信長に擁立されて将軍となると、山城国で伏見城周辺の守備を命じられた。その後も南山城の軍勢を率いて和田惟政・伊丹親興と共に三好氏との戦いに参加する一方、政治にも手腕を発揮して義昭の重臣となる。永禄11年（1568年）に大和守に叙任。その後、義昭から伏見・醍醐一帯の支配を任されている。父・晴員の代に同国の松崎に所領を持っており、それを藤英が相続していることなどから、三淵氏一族（細川藤孝を含めて）が山城国内に以前から深く関わっていた可能性が高い。
だが、義昭と信長が対立した時に弟・藤孝が義昭を裏切り信長方に付いたことを知って激怒、藤孝の居城である勝竜寺城を襲撃する計画を立てるが失敗する。
元亀4年（1573年）7月3日、義昭が挙兵するとこれに従った。義昭自身は巨椋池の傍にある槇島城に籠城すると、藤英は二条御所を任されて、政所執事の伊勢貞興らの他、日野輝資・高倉永相などの公家昵近衆などと共に籠城した。しかし、信長の大軍に囲まれると、7月8日には藤英以外の主要な人物は皆退去してしまい、藤英一人とその軍勢だけが二条御所に籠る事態となり、ついに柴田勝家の説得を受け入れて、7月12日に降伏した。
降伏後、藤英は居城の伏見城に戻ったが、その目の前にある槇島城が織田軍の総攻撃により陥落し（槇島城の戦い）、降伏した義昭は信長によって三好義継の河内国若江城に追放され、室町幕府は事実上滅亡した。これにより、藤英も信長に仕えることとなり、早速、いまだに淀城に立て籠もっている義昭派の岩成友通を攻めるように信長に言われ、藤孝と共にこれを陥落させ、8月2日友通を討ち取った。
天正2年（1574年）、藤英は信長によって突如所領を没収されて明智光秀の元に預けられると、7月6日に嫡男の秋豪と共に坂本城で切腹させられた。
次男の光行は藤孝に預けられて、そのまま細川氏に仕える。後に田辺城の戦いにおいて、光行がよく叔父を助けたことを知った徳川家康に高く評価されて、旗本として召しだされた。一方、弟の長岡義重は三淵の名跡を継ぎ、細川氏に仕えた。

## 関連作品
- 信長 KING OF ZIPANGU（1992年、大河ドラマ）演：渡辺寛二
- 麒麟がくる（2020年、大河ドラマ）演：谷原章介